# Thomas Ziolkowski
Thomas Ziolkowski (* 31. März 1989 in Köln) ist ein deutsch-polnischer Eishockeyspieler, der seit der Saison 2022/23 bei den Füchsen Duisburg in der Eishockey-Oberliga unter Vertrag steht.

## Karriere
Thomas Ziolkowski durchlief die Nachwuchsmannschaften der Kölner Haie und wechselte nach seiner Zeit im DNL-Team der Haie nach Nordamerika, wo er für die Peoria Mustangs (CSHL), Lambton Shores Predators und Sarnia Legionnaires (GOJHL) spielte und seine Fertigkeiten als Eishockeyspieler verbesserte. Vor der Saison 2010/11 kehrte er nach Deutschland zurück, wo er für den EHC Dortmund in der Oberliga West und den EV Duisburg auflief. 2012 erhielt Ziolkowski ein Vertragsangebot aus der zweiten Bundesliga, wo er bis 2014 insgesamt 105 Spiele für die Dresdner Eislöwen machte. Sein jüngerer Bruder Christoph stand in der Saison 2013/14 ebenfalls im Aufgebot der Eislöwen.
Nach der Saison 2013/14 entschloss sich Ziolkowski zu einem Wechsel zum DEL2-Aufsteiger Löwen Frankfurt. Nach der Insolvenz des EHC Neuwied wechselte Thomas Ziolkowski gezwungenermaßen zu den Hannover Indians und wechselte bereits nach einer Saison zu den Füchsen Duisburg. Bei den Füchsen erzielte Ziolkowski 21 Scorerpunkte. Zur Saison 2018/19 ging Ziolkowski wieder zu den Hannover Indians zurück und spielte dort eine Saison. Danach wechselte er innerhalb der Liga für zwei Jahre zum Herner EV und anschließend zur Saison 2021/22 zu den Moskitos Essen. Zur Spielzeit 2022/23 wechselte Ziolkowski bereits zum dritten Mal zu den Füchsen nach Duisburg.